# 叶夫根尼·弗拉基米罗维奇·马尔琴科
叶夫根尼·弗拉基米罗维奇·马尔琴科（羅馬化：Yevgeniy Vladimirovich Yevgeniy；1967年5月23日—）是一位俄罗斯经理人和政治人物。自2020年5月15日起，他担任广播控股公司Krutoy Media的总经理。他曾于1999年至2003年担任第三届国家杜马议员。.